# Carl Möhner
Carl Martin Rudolf Möhner (Wenen, 11 augustus 1921 – McAllen, 14 januari 2005) was een Oostenrijks acteur en kunstschilder.

## Biografie
Möhner werd geboren op 11 augustus 1921 in Wenen. Vanaf 1937 ging Möhner naar de toneelschool in zijn geboorteplaats en stond hij op verschillende Oostenrijkse en Duitse theaterpodia, totdat de Tweede Wereldoorlog een einde maakte aan zijn carrière.
Na de oorlog had hij een succesvolle filmcarrière en speelde hij tussen 1949 en 1976 in tientallen films. Zijn bekendste rollen waren Jo le Suédois in de Franse kraakfilm Du rififi chez les hommes (1955) en de kapitein van de Bismarck in de Britse oorlogsfilm Sink the Bismarck! (1960). Möhner stopte met acteren in 1976.
Begin jaren zestig begon hij zich aan de schilderkunst te wijden en exposeerde hij in tal van Europese steden. In 1963 won hij de gouden medaille op de IX Premio Internazionale de Pittura San Vitto Romano. Ook in de jaren negentig ontving hij diverse onderscheidingen. Zijn stijl wordt omschreven als "eenvoudig en gekenmerkt door kinderlijke onschuld".
Hij trouwde in 1978 met de Duitse schilderes Wilma Langhamer. In 1979 vestigde het koppel zich in McAllen (Texas) waar hij op 14 januari 2005 overleed aan de ziekte van Parkinson. Hij had twee zonen uit een vorige relatie, Gunther and Gernot (beiden acteur).